# Hysterochelifer cyprius
Hysterochelifer cyprius är en spindeldjursart som först beskrevs av Beier 1929.  Hysterochelifer cyprius ingår i släktet Hysterochelifer och familjen tvåögonklokrypare. Inga underarter finns listade i Catalogue of Life.